# Xenophrys caudoprocta
Xenophrys caudoprocta (tên tiếng Anh: Convex-tailed Horned Toad) là một loài lưỡng cư thuộc họ Megophryidae.
Đây là loài đặc hữu của Trung Quốc.
Môi trường sống tự nhiên của chúng là vùng núi ẩm nhiệt đới hoặc cận nhiệt đới và sông ngòi.